# Amjad Iqbal
Amjad Iqbal (Bradford, 2 maggio 1981) è un ex calciatore pakistano, di ruolo difensore o centrocampista.

## Carriera

### Club
Ha giocato dal 2003 al 2009 al Farsley Celtic. Nel 2009 si è trasferito al Bradford. Nel 2010 è passato al Farsley. Nel 2011 è tornato al Bradford. Nel 2013 è stato acquistato dallo United of Manchester. Nel 2014 si è ritirato.

### Nazionale
Ha debuttato in Nazionale il 22 ottobre 2007, in Pakistan-Iraq. Ha collezionato in totale, con la maglia della Nazionale, 7 presenze.